# Rhaphidophora elliptica
Rhaphidophora elliptica är en kallaväxtart som beskrevs av Henry Nicholas Ridley. Rhaphidophora elliptica ingår i släktet Rhaphidophora och familjen kallaväxter. Inga underarter finns listade.